# Hessische Gesellschaft für Ornithologie und Naturschutz
Die Hessische Gesellschaft für Ornithologie und Naturschutz e. V. (HGON) ist eine deutsche nichtstaatliche Organisation (NGO) für Vogelkunde und Naturschutz, deren Wirkungsfeld das Land Hessen ist.

## Geschichte
Die Gesellschaft wurde 1964 als Avifaunistische Arbeitsgemeinschaft Hessen gegründet, mit dem Ziel, die Vogelwelt (Avifauna) von Hessen und deren Lebensbedingungen, aber auch ihre Gefährdung und Möglichkeiten zu ihrem Schutz zu erforschen. Da Tiere und Pflanzen zwangsläufig mit ihrem Lebensraum eng verbunden sind, ergab sich der Naturschutz als zweiter Schwerpunkt. Daher wurde die Vereinigung 1972 in Hessische Gesellschaft für Ornithologie und Naturschutz umbenannt. Zugleich wurde sie in das Vereinsregister von Frankfurt am Main eingetragen sowie als gemeinnützig und wissenschaftlich tätig anerkannt. Als Vereinszeichen wählten die Gründer den damals vom Aussterben bedrohten Graureiher. Sie setzten sich für ein Ende von dessen Bejagung und den Schutz seiner Brutkolonien ein. Heute hat sich der Graureiher-Bestand vervielfacht, und die Vogelart bevölkert wieder alle hessischen Landschaften.
Seit 1978 ist die HGON als anerkannter Naturschutzverband tätig. Durch die förmliche Anerkennung nach dem Bundesnaturschutzgesetz steht der Verband kommunalen und Landes-Einrichtungen rechtlich gleich und ist bei Eingriffen in den Naturhaushalt anzuhören.

## Arbeitsbereiche
Großen Raum in der Verbandsarbeit nimmt die Konzeption, Beantragung und Betreuung von Schutzgebieten ein. Beispielsweise geht der überwiegende Teil der hessischen Naturschutzgebiete auf Vorarbeiten der HGON zurück.
Die HGON ist in allen hessischen Naturschutzbeiräten, im Beirat zur Umsetzung der Wasserrahmenrichtlinie in Hessen und im Beirat der Ökoagentur Hessen vertreten, ebenso im Stiftungsrat der Stiftung Hessischer Naturschutz. Sie ist ihrerseits Mitglied beziehungsweise regionaler Mitgliedsverband in vielen bundesweit agierenden Verbänden auf den Gebieten der Ornithologie und des Naturschutzes, wie zum Beispiel der Deutschen Ornithologen-Gesellschaft (DO-G), dem Deutschen Naturschutzring (DNR) und dem Dachverband Deutscher Avifaunisten (DDA).
Zu Ehren ihres langjährigen Vorsitzenden hat die HGON die Willy-Bauer-Naturschutzstiftung gegründet und damit ihr Engagement in der Förderung und Durchführung von Arten- und Biotopschutzprojekten nochmals erweitert.

## Organisation
Seit 1992 befindet sich die Landesgeschäftsstelle in Echzell (Wetterau), Sitz der HGON ist Frankfurt am Main. Der Verein besitzt keine rechtlich selbständigen Untergliederungen. Die in den jeweiligen Landkreisen ansässigen Mitglieder sind einem oder mehreren Arbeitskreisen zugeordnet. Die Arbeitskreismitglieder bestimmen aus ihren Reihen einen Arbeitskreisleiter.
Der geschäftsführende Vorstand der HGON besteht aus dem Ersten Vorsitzenden, bis zu drei Stellvertretenden Vorsitzenden, dem Schriftführer, dem Schatzmeister, dem Jugendsprecher und mindestens drei weiteren Mitgliedern.
Der Gesamtvorstand besteht aus dem geschäftsführenden Vorstand, den Arbeitskreisleitern und höchstens fünfzehn weiteren Vereinsmitgliedern. Ein Hauptteil der Arbeit wird in den Arbeitskreisen geleistet, die Veranstaltungen und regionale Projekte durchführen. Die Arbeitskreismitglieder erheben auch die faunistischen Daten, die für ein landesweites Monitoring oder für den Naturschutz vor Ort benötigt werden.

## Inhalte und Schwerpunkte im Bereich der Ornithologie
Die HGON führt alljährlich Zählungen unter den hessischen Vögeln durch, deren Ergebnisse sie in diversen regional oder landesweit verbreiteten Büchern und Zeitschriften veröffentlicht. Sie beteiligt sich dabei auch an bundesweiten Erfassungsprogrammen, wie aktuell zum Beispiel am Atlas deutscher Brutvogelarten (ADEBAR) sowie bereits seit den 1960er-Jahren an der Internationalen Wasservogelzählung. Die Leistungen des Vereins werden in einem ornithologischen Jahresbericht dargestellt.
Die Kartierungsergebnisse fließen in verschiedene Artenschutzkonzepte ein, wie unter anderem das Wiesenvogelschutzprogramm. Sie bilden auch das Fundament für die Rote Liste der gefährdeten Vogelarten in Hessen, welche die HGON zusammen mit der Staatlichen Vogelschutzwarte für Hessen, Rheinland-Pfalz und Saarland erstellt.
Außergewöhnlich seltene Vogelbeobachtungen sind einem Seltenheitenausschuss zur Begutachtung zu melden. Die HGON hat dafür Experten in die Avifaunistische Kommission Hessen berufen. Die Kommission veröffentlicht regelmäßig Berichte über die anerkannten Seltenheitenfeststellungen in Hessen.
Seit 2007 erforscht die HGON intensiv die Rückgangsursachen des Rotmilans. Dazu wurden bisher sechs Rotmilane mit Satellitensendern ausgestattet, um genauere Informationen über die Zugwege, Winterquartiere und Sommerquartiere zu erhalten. Weiterhin wurden bisher über 35 Rotmilane mit grünen Flügelmarken ausgestattet, die ein leichtes Wiedererkennen im Feld ermöglichen.

## Besondere Projekte im Bereich Naturschutz
Der Name Willy Bauer, damaliger Erster Vorsitzender der HGON, ist untrennbar mit Maßnahmen zur Wiederansiedlung des Bibers in Hessen verbunden. Er war der Erste, der Anfang der 1970er-Jahre durch Diskussionen, Gespräche und Reisen die Wiedereinbürgerung des Bibers in Hessen in Zusammenarbeit mit den Umweltbehörden vorangetrieben hat. Nach langer Vorarbeit wurden 1987/88 insgesamt 18 Biber aus der DDR an den Gewässersystemen von Sinn und Jossa im hessischen Spessart ausgesetzt; seitdem gehört die Art wieder zur hessischen Fauna.
Ausgelöst durch den verstärkten Holzeinschlag in den 1960er- und 1970er-Jahren in älteren Buchenbeständen mit dem Ziel, langsam wachsende Laubholzbestände durch schneller wachsende Nadelholzbestände (Fichte, Douglasie) abzulösen, initiierte die HGON ein Altholzinselprogramm. Dies ist ein hessenweites Schutzprogramm für höhlen- und totholzbewohnende Arten. Ausreichende Bestände alter Buchen bilden auch in Hessen die Lebensgrundlage für eine Vielzahl von Tierarten.
Die HGON kaufte 2003 ein Fachwerkhaus in Greifenstein-Allendorf, um die Existenz einer Fledermaus-Kolonie des Großen Mausohrs langfristig zu sichern. Die unteren Räume des Hauses wurden zu einem Fledermaus-Infozentrum umgestaltet. So können Schulklassen, Kindergärten und Interessierte sich vor Ort über Fledermäuse und deren Lebensgewohnheiten informieren. Über Infrarot-Kameras kann von April bis Oktober ein Blick in die Kinderstube der Mausohren geworfen werden.

## Veröffentlichung
- Vögel in Hessen. Die Brutvögel Hessens in Raum und Zeit. Brutvogelatlas, Echzell 2010, ISBN 978-3-9801092-8-4[7]